# Октябр (Кігинський район)
Октя́бр (рос. Октябрь) — присілок (у минулому селище) у складі Кігинського району Башкортостану, Росія. Входить до складу Нижньокігинської сільської ради.
Населення — 40 осіб (2010; 62 в 2002).
Національний склад:
- татари — 82 %